# Erioptera subchlorophylla
Erioptera subchlorophylla là một loài ruồi trong họ Limoniidae. Chúng phân bố ở miền Tân bắc.